# Marta Urbanová (spisovatelka)
Marta Urbanová, rozená Kodrlová (28. února 1939, Maleč – 29. ledna 2024, Chotěboř[zdroj?]) byla česká spisovatelka a členka Obce spisovatelů. Psala romány i kratší prozaické texty a poezii. Dříve publikovala v tištěných časopisech, poté na internetu.

## Život
Její tvorba má kořeny v rodném kraji. Byla spisovatelkou Vysočiny. Její Medonosky nejsou smyšlenými figurkami, ale skutečnými lidmi. Její román Vteřinová noc je životní příběh ženy, jejíž cestu provází charakter a láska.
- Dětství strávila na statku svého otce.[1]
- V letech 1953–1957 studium OA v Chrudimi.
- V letech 1957–1968 zaměstnaná v Praze.[3]
- Od roku 1968 pracovala v Chotěboři.
- Od roku 1977 publikuje v časopisech, dříve Stadión, Mladý svět povídky, verše, prózu, pověsti, nyní na internetu, je spoluautorkou divadelní hry, vydává romány, poezii, pohádky.

## Dílo

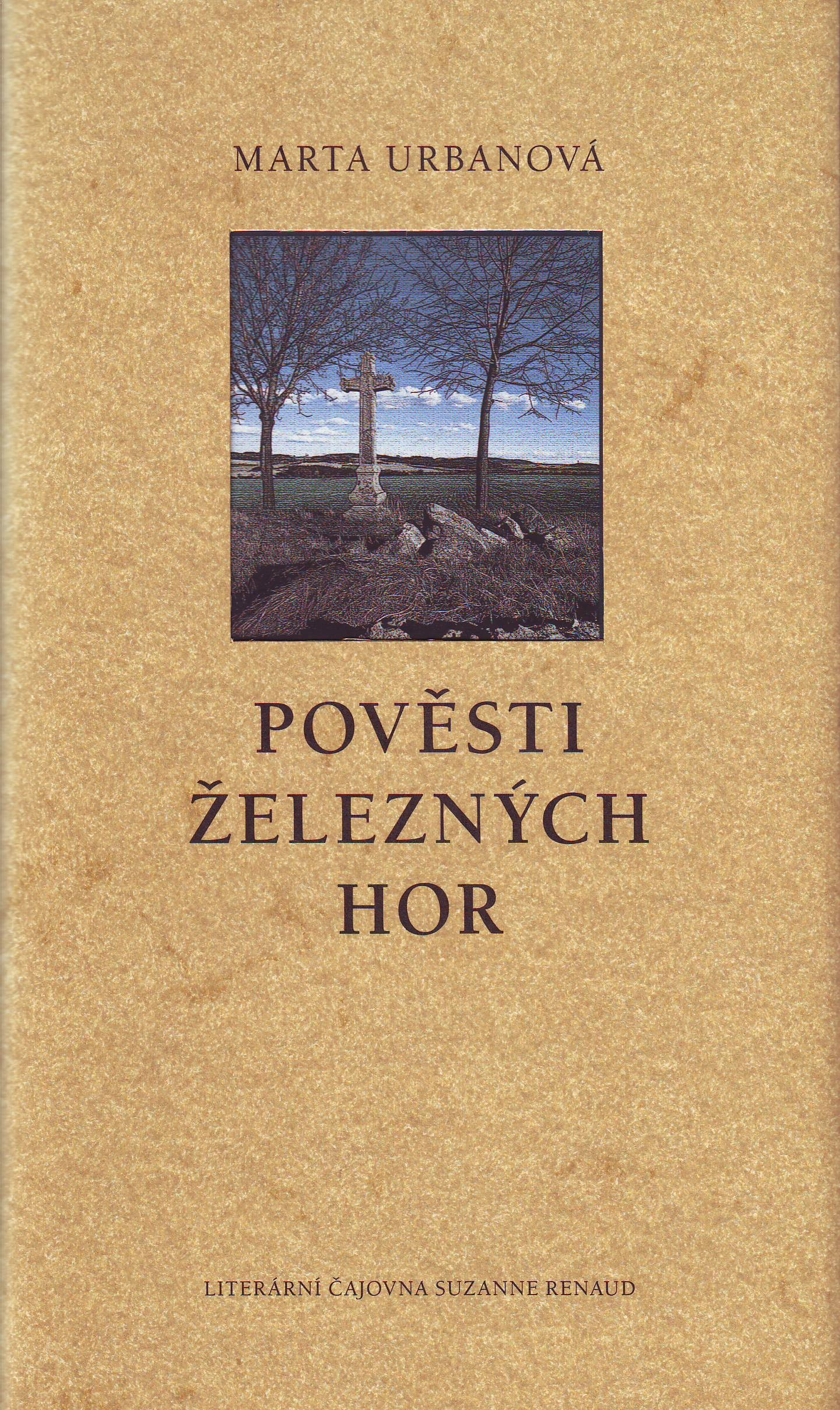
Přebal knihy Pověsti železných hor

### Samostatné knihy
- Vysoký kámen na Pepereku – 1995
- Vizitka nepokoje – 2000
- Pod křídly snu – 2001
- Poezie měst – 2001
- Příslib – 2002
- Okamžik štěstí – 2001
- Souhvězdí lásek – 2002
- Rozpomněnky – 2005
- Toulavé naděje – 2006
- Pověsti Železných hor – 2007
- Medonosky – 2008
- Měsíční hory – 2008
- Vteřinová noc – 2009
- Pražské motivy – 2009
- Jak připlavali kapříci do Chotěboře – 2009
- Peciválek - 2010
- Deník pro jiný svět - 2010
- Příslib – 2010
- Zpětná zrcátka – 2011
- Uzda pro Greis – 2012
- Scestně z cest – 2012

### Sborníky
- Mé srdce nosí purpurový šat – 2003
- Vycházející hvězdy - 2004
- Milostná poezie – 2004
- Líčidla pierota – 2005
- Současná poezie - 2005
- Básníci třetího tisíciletí – 2005
- Stoupající hvězdy – 2006
- Milostná poezie – 2006
- Dvanáct českých prozaiků – 2007
- Krásný prožitky – 2007
- Slavík nezpívá špatně – 2007
- Šestnáct východočeských básníků – 2008
- Posvícení – 2008
- Sedmnáct východoč. autorů lit.pro děti – 2009
- Třináct vč.autorů povídek s tajemstvím – 2010
- Epigram – 2011

## Ocenění
Cena města Chotěboř za kulturu v roce 2011